# Gorka Landaburu
Gorka Landaburu Illarramendi (París, 1951) és un periodista espanyol, fill del polític del PNB Francisco Javier Landáburu Fernández de Betoño, vicepresident del Govern d'Euzkadi a l'exili i germà d'Ander Landáburu, director d'El País al País Basc. Va estudiar periodisme a París i el 1972 va tornar a Espanya, on va treballar de professor de francès a diverses escoles.

## Trajectòria professional
És un periodista d'una gran trajectòria en mitjans de comunicació francesos, com Radio France, i espanyols, on ha estat corresponsal de Canal Sur a Euskadi i col·laborador radiofònic de Luis del Olmo a Las Mañanas d'Onda Cero. Els seus últims treballs són com a director del setmanari Cambio 16 i de Aldaketa Amasei (el Canvi 16 en euskera). També és vicepresident del consell editor de Cambio 16 i director de l'agència d'informació Espacio de Información General. Participa també com a tertulià en espais de televisió, com "59 segundos" de TVE.
- Agència EFE (1976)
- Semanario Opinión (1976-1977)
- Diario 16 i Cambio 16 (1977)
- Radio Luxembourg (1977-1980)
- Le Matin (diari de París) (1979-1984)
- Radio France (1980)
- Agència REUTERS (1982-1998)
- Radio Euskadi (Tertúlies 1989-1994)
- Diario de Andalucía (1998-2000)

## Implicació política
Afiliat des de 1993 al PSE-EE, la seva oposició al nacionalisme violent i al terrorisme al País Basc han marcat la seva carrera, i han centrat bona part del seu treball, per això va ser objecte d'un atemptat terrorista el maig del 2001. En concret, el grup basc ETA va atacar-lo quasi letalment posant una bomba a casa seva. A pesar d'això es va manifestar, el 2005, contra el tancament per ordre judicial del diari Egunkaria, per la seva col·laboració amb ETA.
Ha col·laborat amb la coordinadora Gesto por la Paz i presideix el Grup Basc de Víctimes del Terrorisme. Ha sigut un dels més importants impulsors de la utilització del llaç blau contra els segrests d'ETA. Al febrer de 2006, va signar el manifest "Sí en el nostre nom, sí que es busqui la pau", en el qual es defensava el diàleg entre el Govern espanyol i l'organització armada.

## Atemptat terrorista
El 15 de maig de 2001, Gorka Landaburu va rebre en el seu domicili de Zarautz (Guipúscoa) un paquet bomba remès per una revista a la que estava subscrit. El paquet bomba, enviat per ETA, contenia 150 grams de dinamita Titadyne, que va explotar a l'obrir-lo i li va causar greus ferides al rostre i a l'abdomen i l'amputació d'un dit de la mà dreta i tres de l'esquerra. El seu domicili ha estat també diverses vegades objectiu d'atacs de grups violents i dugué escorta diversos anys. És membre de la Fundació Víctimes del Terrorisme.

## Premis
La seva dilatada trajectòria professional, així com el seu defensa de les llibertats li han dut a rebre diversos premis periodístics, com el Protagonistas el 2001, finalista de la III edició José Couso de Llibertat de Premsa 2007, Premi Bravo de Premsa 2001, l'Olivera de Plata de Canal Sur 2001 o el Micròfon de Plata 2002 de l'APEI en l'Assemblea de Benidorm.

## Articles
S'ha destacat com articulista. Alguns dels seus articles més destacats es poden trobar en aquesta web: 
Articles de Gorka Landáburu